# Гладкий, Алексей Петрович
Алексе́й Петро́вич Гла́дкий (1912, с. Богуслав, Екатеринославская губерния, Российская империя — 1970, Москва, СССР) — гвардии генерал-майор, сотрудник военной разведки, военный педагог.

## Биография
Родился в 1912 году, в крестьянской семье, украинец. Окончил школу-семилетку, курс команды одногодичников (1933—1934), училище зенитной артиллерии (1934—1937), 2-й факультет Высшей специальной школы Генштаба Красной армии (1940—1942). Командир взвода, батареи, начальник штаба артиллерийского полка, артиллерийского дивизиона, командир батареи 192-го зенитного артиллерийского полка (1937—1940).
Член ВКП(б) с 1939 года. В Красной Армии с декабря 1933 года призван Павлоградским РВК Днепропетровской области. Участник Финской кампании с 30 ноября 1939 года по 14 марта 1940 года. Участник Отечественной войны с мая 1942 года по май 1944 года на Юго-Западном, 3-м Украинском фронте, с мая 1944 года по январь 1945 года на 1-м Белорусском фронте.
С октября 1943 года гвардии майор Гладкий Алексей Петрович назначается начальником разведывательного отдела штаба 8-й гвардейской армии. Отличился в период проведения операций в районе Н-Николаевка на р. Ингулец и р. Южный Буг. Здесь разведывательный отдел под руководством гвардии подполковника Гладкий А. П. своевременно вскрыл группировку войск и систему обороны противника. В период уничтожения Никопольской группировки врага разведчики установили группировку немцев, пути и рубежи отхода, на которых враг пытался задержать наше наступление, а также подход резервов (9 танковой дивизии в район Чилиринская и 24 танковой дивизии в район Б. Костромка). В ходе уничтожения Херсонской группировки разведчиками была своевременно вскрыта подготовка противником к прорыву из окружения наших войск.
из воспоминаний….
В освобождении города участвовал богуславец, генерал-майор А. П. Гладкий. Вот что рассказывал Алексей Петрович: «Войска 3-го Украинского фронта шли в наступление, освобождая левобережья Днепропетровской области. Фронтовой разведывательное подразделение действовал в направлении Петропавловка — Дмитриевна — Богуслав-Павлоград. Разведке стало известно, что немцы, отступая, уничтожают деревни и уже начали курить Богуслав — мою малую Родину…»
На совещании у командира дивизии было разрешено Гладкому (а он был начальником разведки 3-го Украинского фронта) ночной атакой сбить немцев с высот между Дмитриевной и Богуслава, захватить Богуслав, и не дать немцам его разрушить.
Где-то в 24 часа полк, который действовал в направлении Богуслава, открыл огонь, а в это время механизированная рота разведки под командованием самого Гладкого отправилась вперед. Полк огнём привлекал внимание немцев, и, когда те обнаружили движение советского подразделения в середине своей обороны, было уже поздно обороняться. Так подразделение Гладкого прорвался в тыл и в Богуславе встретил огнём отступающих немцев. Немцы, вместо прямого отступления, по дороге на Павлоград вынуждены были повернуть на север, по бездорожью распыляя силы. На утро следующего дня один из полков вступил в Богуслав.
Также и в дальнейшем разведчики армии умело добывали сведения о противнике до самого Берлина.
В послевоенные годы гвардии полковник Гладкий А. П. командовал 172-м гвардейским мотострелковым полком 59-й гвардейской стрелковой дивизии (1946—1950). Продолжал службу в Главном Разведывательном Управлении, работал начальником Факультета Западных языков и Специального факультета Военного института иностранных языков. 
Примечание:
8-я гвардейская армия была сформирована 5 мая 1943 г. (директива Ставки ВГК от 16 апреля 1943 г.) путём преобразования 62-й армии на Юго-Западном фронте 2-го формирования. В неё вошли 28-й и 29-й гвардейские стрелковые корпуса. Войска армии занимали оборону по правому берегу р. Северский Донец севернее Славянска, в июле участвовали в Изюм-Барвенковской наступательной операции, а в августе-сентябре в Донбасской стратегической наступательной операции. Развивая наступление к Днепру, соединения армии во взаимодействии с другими войсками Юго-Западного фронта освободили г. Запорожье (14 октября), форсировали Днепр южнее Днепропетровска и овладели плацдармом на его правом берегу. К этому времени в составе армии находились 28, 29 и 4-й гвардейские стрелковые корпуса. 20 октября включена в состав 3-го Украинского фронта. В ноябре её войска вели наступление на криворожском направлении, затем занимали оборону севернее Никополя. Зимой и весной 1944 г. армия участвовала в разгроме противника на Правобережной Украине, наступала на направлении главного удара фронта в Никопольско-Криворожской, Березнеговато-Снигиревской и Одесской операциях. 10 апреля войска армии во взаимодействии с соединениями 5-й ударной, 6-й армиями и конно-механизированной группой освободили Одессу и вышли к Днестровскому лиману. 8 июля армия выведена в резерв Ставки ВГК. 15 июня включена в состав 1-го Белорусского фронта 2-го формирования и выдвинута на ковельское направление. В июле-августе 1944 г. соединения армии в ходе Люблин-Брестской операции форсировали Западный Буг и участвовали в освобождении Люблина (24 июля), затем форсировали Вислу южнее Варшавы и овладели магнушевским плацдармом, который обороняли до середины января 1945 г. С 14 января войска армии принимали участие в Висло-Одерской стратегической операции, во взаимодействии с другими войсками освободили г. Лодзь (19 января) и, вступив на территорию Германии, с ходу форсировали р. Одер. 23 февраля армия во взаимодействии с войсками 69-й и 1-й гвардейской танковой армиями штурмом взяла блокированный город-крепость Познань, 12 марта во взаимодействии с войсками 5-й ударной армии и силами Днепровской военной флотилии овладела городом, а 30 марта — крепостью Кюстрин (Костшин). Свой боевой путь 8-я гвардейская армия завершила участием в Берлинской стратегической операции.

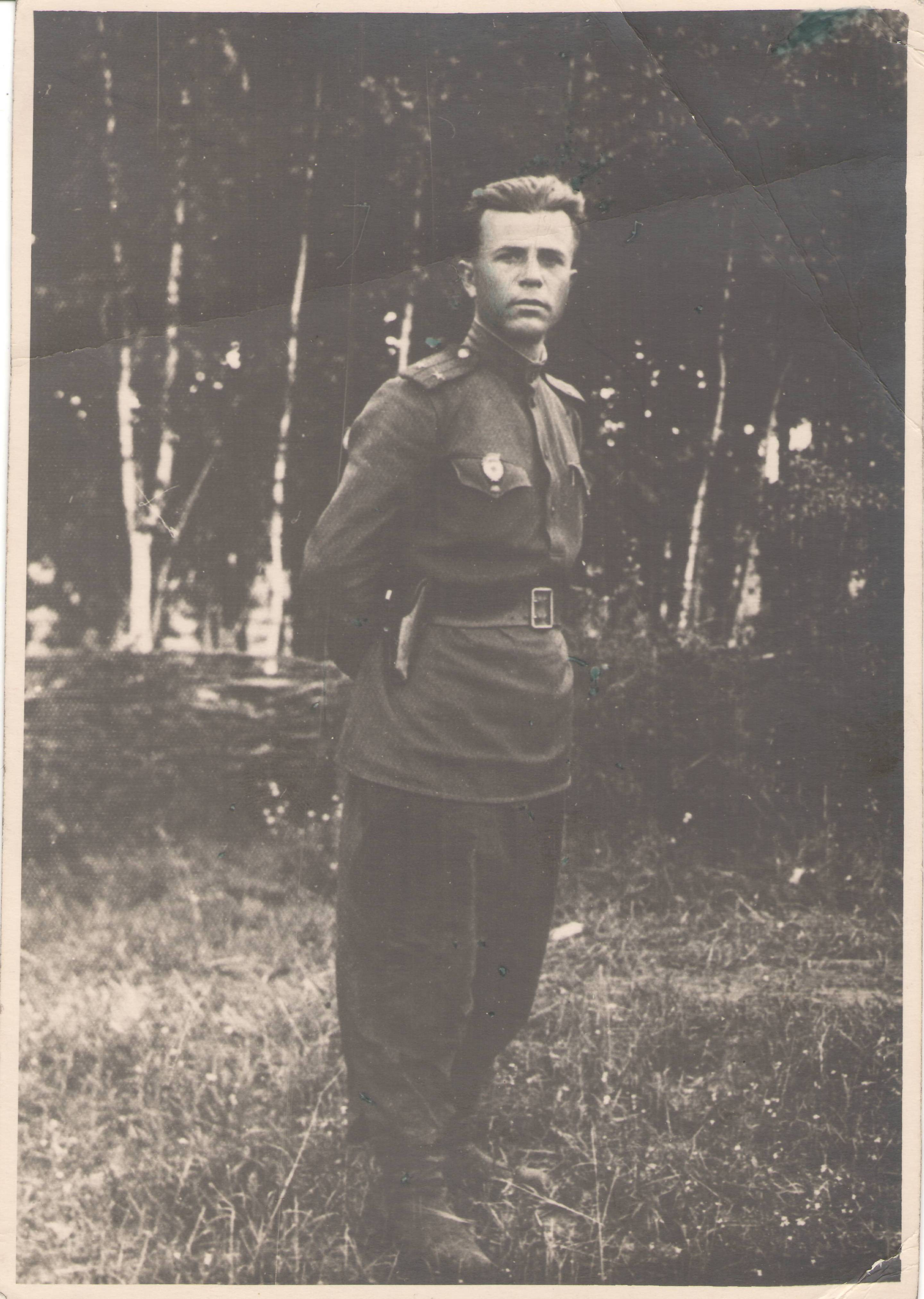

Начальник 1-го отделения РО штаба Юго-Западного, 3-го Украинского фронтов, начальник РО штаба 8-й гвардейской армии (1942—1945).
В послевоенный период: командир 172-го гвардейского стрелкового полка 57-й гвардейской стрелковой дивизии, военный атташе при посольстве СССР в Афганистане, начальник РУ штаба Сухопутных войск, факультета Военного института иностранных языков.
Похоронен на Новодевичьем кладбище Москвы.

## Награды
- два ордена Красного Знамени (08.06.1944, 30.04.1954[3]);
- орден Кутузова II степени (06.04.1945);
- орден Богдана Хмельницкого II степени (31.05.1945);
- орден Отечественной войны I степени (07.05.1943);
- два ордена Красной Звезды (11.04.1940[4], 15.11.1950[3]);
- медаль «За боевые заслуги» (03.11.1944)[3];
- медаль «За оборону Сталинграда» (1942);

## Источник
- Некролог: Красная звезда, 11.08.1970.
- Алексеев М. А., Колпакиди А. И., Кочик В. Я. Энциклопедия военной разведки. 1918—1945 гг. М., 2012, с. 228—229.
- Лурье В. М., Кочик В. Я. «ГРУ: дела и люди», с. 145.